# Alfons Peeters
Alfons Peeters (21 de gener de 1943 - 5 de gener de 2015) fou un futbolista belga.

## Selecció de Bèlgica
Va formar part de l'equip belga a la Copa del Món de 1970.